# ホドリゴ・グレイシー
ホドリゴ・グレイシー（Rodrigo Gracie、1974年3月11日 - ）は、ブラジルの男性柔術家、総合格闘家。リオデジャネイロ州出身。ヘンゾ・グレイシー柔術アカデミー所属。ブラジリアン柔術五段。
ブラジリアン柔術創始者カーロス・グレイシーの孫。ヘウソン・グレイシーの息子でヘンゾやハイアンとはいとこに当たる。

## 人物
PRIDE登場時、入場BGMに電撃戦隊チェンジマンを使用する（そのうえチェンジマンのポーズも決める）など、柔術家一族であるグレイシーの中でも変わり者として知られる。BGMの選曲でわかるとおり、大の日本アニメ・特撮ファンであり、自室はビデオや特撮ヒーローフィギュアで埋まっている。
このように、リング外でユニークなエピソードを持つホドリゴであるが、試合では守りを重視し、地味な内容に終わる事が多い。
しかし、2002年2月24日に松井大二郎と試合を行ったときは、松井にフロントチョークを極め、松井がタップしても舌を出しておどけながら絞め続けたというエピソードもある。

## 戦績
| 総合格闘技 戦績 | 総合格闘技 戦績 | 総合格闘技 戦績 | 総合格闘技 戦績 | 総合格闘技 戦績 | 総合格闘技 戦績 | 総合格闘技 戦績 |
| --------------- | --------------- | --------------- | --------------- | --------------- | --------------- | --------------- |
| 9 試合          | (T)KO           | 一本            | 判定            | その他          | 引き分け        | 無効試合        |
| 6 勝            | 0               | 2               | 4               | 0               | 1               | 0               |
| 2 敗            | 0               | 0               | 2               | 0               | 1               | 0               |

| 勝敗 | 対戦相手         | 試合結果                       | 大会名 | 開催年月日     |
| ×    | 大山峻護         | 2R（10分/5分）終了 判定0-2     | HERO'S 2006 ミドル&ライトヘビー級世界最強王者決定トーナメント準々決勝 【ライトヘビー級トーナメント 準々決勝】 | 2006年8月5日   |
| △    | 門馬秀貴         | 5分3R終了 判定1-0              | MARS in 有明                                                                                                  | 2006年2月4日   |
| ○    | 國奥麒樹真       | 5分2R終了 判定3-0              | HERO'S 2005 ミドル級世界最強王者決定トーナメント開幕戦                                                        | 2005年7月6日   |
| ×    | BJ・ペン         | 5分3R終了 判定0-3              | Rumble on the Rock 6                                                                                          | 2004年11月20日 |
| ○    | 桜井"マッハ"速人 | 2R（10分/5分）終了 判定3-0     | PRIDE 武士道 -其の弐-                                                                                         | 2004年2月15日  |
| ○    | 高瀬大樹         | 2R（10分/5分）終了 判定3-0     | PRIDE 武士道                                                                                                  | 2003年10月5日  |
| ○    | 佐々木有生       | 3R（10分/5分/5分）終了 判定3-0 | PRIDE.24 | 2002年12月23日 |
| ○    | 松井大二郎       | 3R 0:28 フロントチョーク       | PRIDE.19 | 2002年2月24日  |

## 獲得タイトル
- 第1回 アブダビコンバット 88kg未満級 優勝（1998年）